# بولشايا سوسنوفا (بيرم)
بولشايا سوسنوفا (بالروسية: Большая Соснова) هي مدينة في مقاطعة بيرم كراي في روسيا.